# Molí de la Font de la Torre
El Molí de la Font de la Torre és una obra de Canet d'Adri (Gironès) inclosa a l'Inventari del Patrimoni Arquitectònic de Catalunya.

## Descripció
En aquest indret poden trobar-se diversos elements relacionats amb la gestió de l'aigua:
Per un costat, hi ha un pont en bon estat de conservació construït a partir de carreuat irregular. Les obertures que presenta són d'arc de mig punt dovellades.
Es conserven les restes d'un altre pont, amb unes dimensions inferiors i cobert per vegetació en un 80%.
Destaca també el molí de la Torre així com la sínia, la font i el canal. El pont ubicat en aquest espai presenta un estat de conservació bo amb carreus de mesura mitjana ben disposats. Les obertures que presenta són d'arc de mig punt dovellat.
El tall de camí empedrat conservat en aquest mateix indret ha fet pensar que podria tractar-se d'un fragment de via romana